# Limnophyes coloradensis
Limnophyes coloradensis är en tvåvingeart som beskrevs av Ole Anton Saether 1975. Limnophyes coloradensis ingår i släktet Limnophyes och familjen fjädermyggor.
Artens utbredningsområde är Colorado. Inga underarter finns listade i Catalogue of Life.